# (16975) Delamere
(16975) Delamere est un astéroïde de la ceinture principale.

## Description
(16975) Delamere est un astéroïde de la ceinture principale. Il fut découvert le 27 décembre 1998 à la station Anderson Mesa par le programme LONEOS. Il présente une orbite caractérisée par un demi-grand axe de 2,39 UA, une excentricité de 0,22 et une inclinaison de 10,7° par rapport à l'écliptique.

## Compléments